# Diego Cammarata
Diego Cammarata, né à Palerme le 27 mars 1951 est un homme politique italien.
Membre de Forza Italia puis du Peuple de la liberté, il siège à la Chambre des députés de mai 2001 à avril 2006 et maire de Palerme de novembre 2001 à janvier 2012.

## Biographie
Titulaire d'un laurea en droit, il exerce comme avocat. Il a également enseigné le droit de l'information et de la communication et la promotion de l'image à l'université de Palerme.
Ayant fait ses études au lycée Meli de Palerme avec Gaetano Miccichè, il se présente début 1996 au frère de celui-ci, Gianfranco, coordinateur de Forza Italia en Sicile pour adhérer au parti.
Incarnant le renouveau du personnel politique voulu par Silvio Berlusconi, Miccichè en fait, l'une des chevilles ouvrières de Forza Italia en Sicile avec Giuseppe Fallica, Mario Ferrara, Giacomo Terranova et Enzo Galioto. Il est coordinateur du parti pour la province de Palerme de 1996 à 2001 et président de l'institut du logement public.
Il est élu à la Chambre des députés lors du succès de la Maison des libertés qui rafle les 61 sièges majoritaires siciliens aux élections générales de 2001. Il siège à la commission des transports et participe à la délégation italienne auprès de l'OTAN.
Cherchant à freiner l'ambition de Francesco Musotto, Gianfranco Miccichè choisit Diego Cammarata pour briguer le mandat de maire de Palerme. Malgré la candidature dissidente de Musotto et un déficit de notoriété, appuyé également par Marcello Dell'Utri, il est élu au premier tour le 25 novembre 2001, avec 56,1 % des suffrages, confirmant l'essor de Forza Italia en Sicile, alors que le candidat de l'Olivier, Francesco Crescimanno, soutenu par l'extrême  gauche et les centristes de l'Italie des valeurs récolte 23,3 %.
Diego Cammarata mène son premier mandat sous la coupe de Miccichè, qui l'incite par exemple en 2002 à limoger Bartolo Sammartino, conseiller à la culture après l'échec du Festino de Santa Rosalia.
Il est reconduit comme maire de Palerme en 2007, mais, conseillé par sa compagne, Marida Cassarà, fille du chef de la police assassiné par la mafia en 1985, Ninni Cassarà, et par Renato Schifani, il prend ses distances avec Miccichè, qu'il avait soutenu pour l'élection à la présidence de l'Assemblée régionale sicilienne en 2006. Ainsi, après sa réélection, il n'accorde que deux des trois postes de conseillers voulus par Miccichè puis les écarte en septembre 2009, après s'être opposé aux candidats soutenus par celui-ci lors des élections régionales de 2008.
Le 22 juillet 2008, il a été élu président de l'ANCI (Association nationale des communes italiennes) en Sicile. Il peine à régler le problème de la gestion, face à l'endettement de l'AMIA, gestionnaire de la collecte endetté par les recrutements de complaisance et les frais de représentation de ses dirigeants.
Il démissionne de la mairie le 19 janvier 2012, à la suite de son implication dans une enquête judiciaire pour des délits de faux et d'abus de pouvoir commis lors de son mandat municipal, pour lesquels il est condamné, en avril 2013, à trois ans d'emprisonnement en première instance.
En juillet 2013, il épouse Marida Cassarà.